# Музей миграции
Музей миграции (англ. Migration Museum) — музей социальной истории, расположенный в Аделаиде, штат Южная Австралия. Это один из трёх музеев, находящихся в ведении Исторического фонда Южной Австралии. Он посвящён истории иммиграции и поселений в Южной Австралии и содержит как постоянную, так и периодически обновляемую коллекцию работ. Музей миграции в Аделаиде, основанный по инициативе правительства штата в 1983 году и открывшийся 23 ноября 1986 года, является старейшим музеем такого рода в Австралии. Целью музея является продвижение культурного разнообразия и мультикультурализма, которые определяются как включающие аспекты этнической принадлежности, класса, пола, возраста и региона.
Объект расположен на Кинтор-авеню между Библиотекой Южной Австралии, Южно-Австралийским музеем и Университетом Аделаиды, в комплексе ранних колониальных зданий из голубого камня, расположенных вокруг внутреннего двора, включая бывший городской приют для обездоленных (с 1850 по 1918 год). До этого на этом месте располагалась «Родная школа», целью которой было обучение детей аборигенов.
Музей миграции предлагает полную программу мероприятий, включая образовательные программы для школьных групп, общественные мероприятия и развлечения для всей семьи.

## Галерея

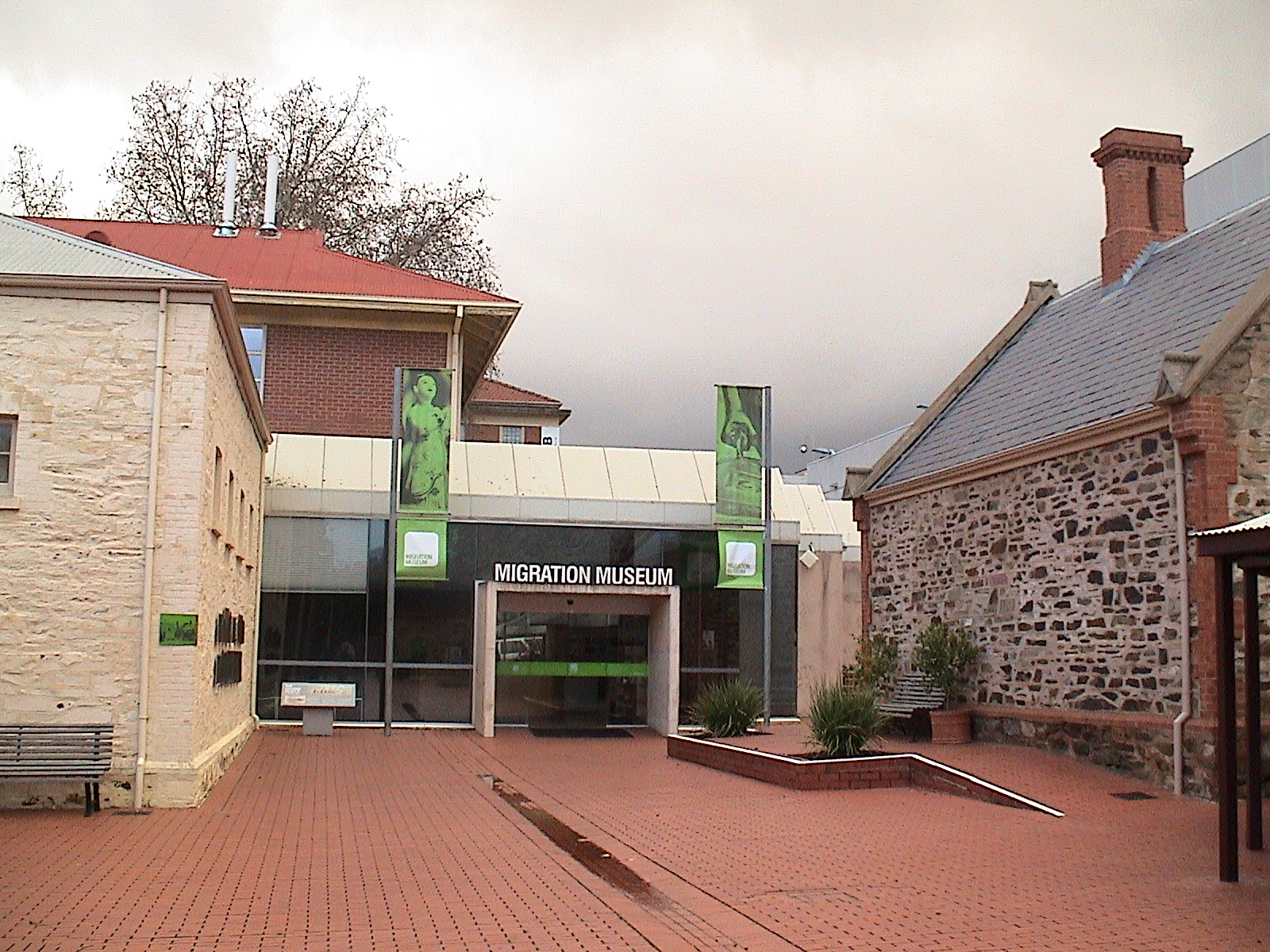
Вход в Музей миграции
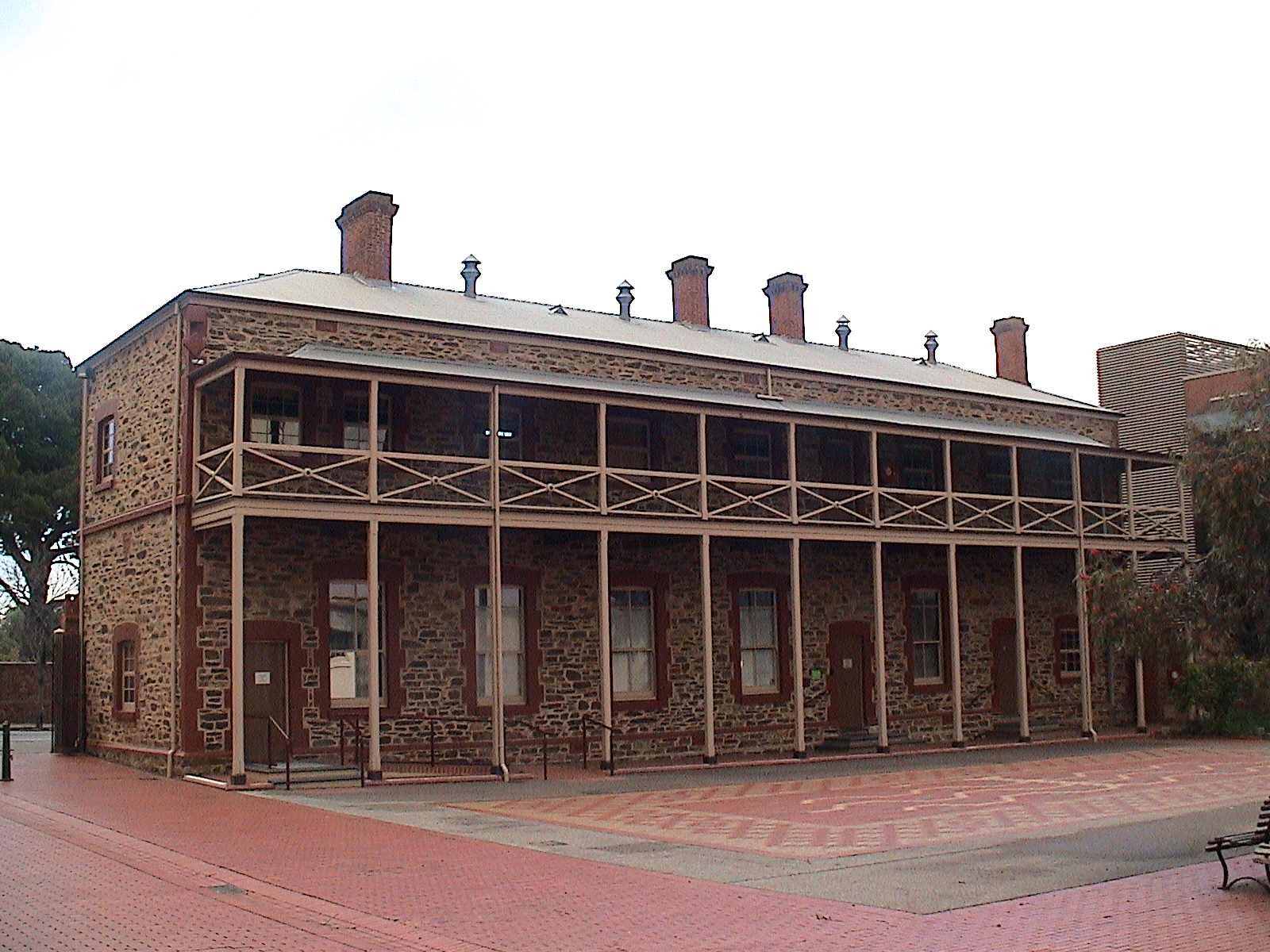
Бывшее здание приюта для обездоленных
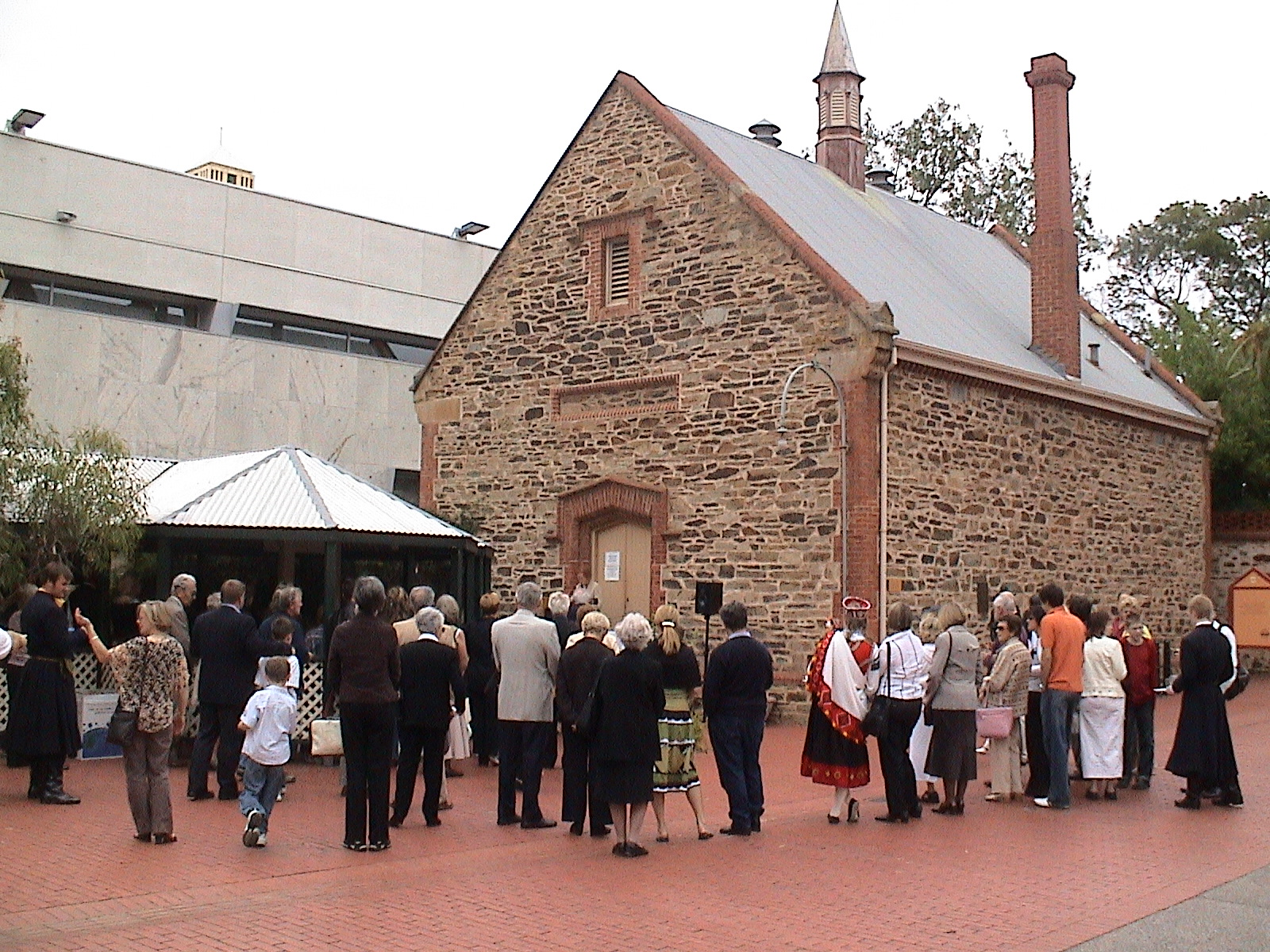
Открытие выставки латвийской культуры в Музее миграции в 2006 году